# Charaxes metzgeri
Charaxes metzgeri är en fjärilsart som beskrevs av Le Moult 1933. Charaxes metzgeri ingår i släktet Charaxes och familjen praktfjärilar. Inga underarter finns listade i Catalogue of Life.